# Тімух
Тімухи (дав.-гр. τιμοῦχοι від дав.-гр. τῑμή — «ціна, честь». дослівно — «наділені честю») — назва посадовців у деяких містах-державах Стародавньої Греції
В Теосі та Абдерах (куди теосці у 545 р. до н. е. переселилися мало не всім містом) тімухами називали урядовців, подібних до номофілаків або ж астиномів в інших полісах. Так само виконавчі функції мали тімухи і в Навкратісі — грецькій колонії в Єгипті, серед засновників якої були, зокрема, теосці та фокейці. Деякі дослідники, щоправда, вбачають у навкратійських тімухах лише розпорядників спільного грецького святилища — Елленіона. За еліністичної доби тімухами називали також розпорядників Елленіона в Мемфісі. Посада з такою ж назвою зафіксована ще принаймні у двох містах елліністичного Єгипту.
Урядовцями тімухи також були в Магнесії-на-Меандрі (як і в Теосі їх згадують поруч із стратегами) та Мессені (де так іменувалися архонти). В Пергамі і Синопі тімухам належали швидше релігійні функції.
В Массалії та, можливо, Фокеї (яка була метрополією Массалії і відповідно могла слугувати для неї зразком державного устрою) тімухами називали членів олігархічної ради (подібної до буле в інших полісах). Тімухом міг бути лише громадянин у третьому поколінні, що вже мав власних дітей. Замість померлого тімуха за згодою інших членів ради його місце зазвичай посідав його старший син. Массалійські тімухи зі свого складу обирали уряд — герусію з п'ятнадцати осіб (звідси ще одна її назва — «Рада п'ятнадцяти»).
Колегія тімухів існувала також у Прієні. Деякі дослідники припускають їхнє існування ще й в Мілеті та мілетській колонії Ольвія. Але про повноваження прієнських, мілетських чи ольвійських тімухів достеменно нічого невідомо.